# FC 08 Villingen

Alternativlogo

Der FC 08 Villingen ist ein Sportverein mit rund 500 Mitgliedern aus Villingen-Schwenningen und der höchstklassige Fußballverein im Schwarzwald-Baar-Kreis. Er gehört dem Südbadischen Fußball-Verband an.

## Geschichte
Am 1. Oktober 1908 wurde der Verein als FC Villingen 08 gegründet. Die Fusion mit dem Athleten-Club Germania Villingen vom 4. Oktober 1920 wurde in den 1920er Jahren wieder gelöst.

### Erste Herrenmannschaft

#### Jahre der Erstklassigkeit
Die erste Herrenmannschaft gehörte ab Mitte der 1920er bis in die späten 1930er Jahre zu den Spitzenmannschaften Badens. Ab 1927 spielte man in der damals erstklassigen Bezirksklasse Baden, aus der man 1931 wieder abstieg. Man blieb jedoch ein Spitzenteam in der zweitklassigen Bezirksklasse Oberbaden. In dieser Zeit brachte der Verein auch den dreifachen Nationalspieler Hermann Gramlich hervor. Ein weiterer guter Spieler seiner Zeit war Willi Armbruster (genannt „Knöpfle“), doch er konnte den Status eines Hermann Gramlich nicht erreichen. Nachdem die Mannschaft 1934 und 1936 in der Aufstiegsrunde zur Gauliga Baden gescheitert war, wurde man 1939 nicht nur souverän Meister der Bezirksklasse, sondern stieg auch in die erstklassige Gauliga auf. Nur ein Jahr später stieg man allerdings nach einer kriegsbedingten Ligareform wieder ab. In der ersten Nachkriegssaison war man in der höchsten Spielklasse, der Oberliga. In der Gruppe Südbaden-Ost wurde der Verein Zweiter.

#### Abstieg in die Drittklassigkeit
Nach der Auflösung im Juni 1946 wurde der Verein als ASV Villingen wiedergegründet. Dieser spielte ab 1948 ebenfalls in der Oberliga und wurde dort Dritter. Am 22. Dezember 1949 erfolgte die Rückbenennung in FC Villingen 08 und am Ende der Saison 1949/50 als Tabellenneunter der durch eine Reform des Ligensystems und den Beitritt der südbadischen Vereine zum Regionalverband Süd bedingte Abstieg in die Drittklassigkeit der Amateurliga Südbaden.

#### Überregionale Bedeutung in der Regionalliga Süd
Aus dieser gelang 1966 die Rückkehr. Als Meister der Amateurliga Schwarzwald-Bodensee gewann der Verein auch die Aufstiegsrunde zur Regionalliga Süd. Sechs Jahre lang durfte sich der Verein auch mit großen Mannschaften wie dem mehrmaligen Deutschen Meister SpVgg Fürth und dem Freiburger FC sowie nach deren Abstiegen aus der Bundesliga mit dem 1. FC Nürnberg oder dem TSV 1860 München messen. Zwischen 4.441 und 6.206 Zuschauer kamen in diesen Jahren im Schnitt zu den Heimspielen und erlebten am Ende der Saison 1969/70 sogar einen neunten Tabellenplatz.

#### Auf und Ab zwischen Amateuroberliga und Verbandsliga
Nach dem Abstieg in die Amateurliga Schwarzwald-Bodensee 1972 scheiterte man im folgenden Jahr in der Aufstiegsrunde ebenso wie 1976, dabei ausgerechnet gegen den Lokalrivalen BSV 07 Schwenningen. Als 1978 in Baden-Württemberg die Oberliga als höchste Amateurspielklasse wiedergegründet wurde, wurde man zwar in diese eingeordnet, stieg jedoch zwei Jahre später ab. Seitdem gelang dem Verein zwar noch fünfmal die Rückkehr in diese Liga, die seit 1994 nur noch viertklassig und seit 2008 nur noch fünftklassig ist. Doch 1984, 1986, 1995 und 2005 erfolgte nach nur einem Jahr jeweils der Abstieg. Lediglich von 2001 bis 2003 spielte man zwei Jahre hintereinander in der Amateur-Oberliga.
In der Saison 2005/06, in der sie vom ehemaligen Bundesligaprofi Kristijan Djordjević trainiert wurde, spielte die Mannschaft in der fünftklassigen Verbandsliga Südbaden. Am letzten Spieltag wurde überraschend noch der souverän führende Bahlinger SC abgefangen und der Aufstieg in die Oberliga perfekt gemacht.

#### Rückkehr in die Oberliga
Mit Djorđjević wurde 2006/07 ein beachtenswerter vierter Platz in der Oberliga Baden-Württemberg erreicht. In der gleichen Saison schaffte es die Mannschaft, durch einen 2:0-Sieg im südbadischen Pokalfinale gegen den drittklassigen SC Pfullendorf (Regionalliga Süd) in den DFB-Pokal einzuziehen. In der ersten Runde des DFB-Pokals unterlagen die Villinger im südbadischen Derby dem damaligen Zweitligisten SC Freiburg mit 1:3.
Am 9. Mai 2008 trat Trainer Djordjevic erst zum Saisonende, am 10. Mai 2008 dann mit sofortiger Wirkung von seinem bis 2011 laufenden Vertrag als Trainer des FC 08 Villingen zurück.
In den anschließenden Saisons bewegte sich der FC meistens im Mittelfeld der Tabelle, bis er zum Ende der Saison 2015/16 unter Trainer Jago Maric als Tabellen-16. aus der Oberliga in die Verbandsliga Südbaden absteigen musste. In der darauffolgenden Saison gelang wiederum mit Maric der souveräne Wiederaufstieg mit nur einer Niederlage und 85 Punkten. Seit der Saison 2017/18 ist Villingen wieder in der Oberliga Baden-Württemberg aktiv. 2021 gewann der Verein zum zehnten Mal den Südbadischen Pokal und ist damit aktuell Rekordsieger des Wettbewerbs.

#### Wieder viertklassig in der Regionalliga
In der Saison 2023/24 konnte man die Meisterschaft in der Oberliga feiern und stieg in die viertklassige Regionalliga Südwest auf. Nach dem letzten Tabellenplatz in der Saison 2024/25 erfolgte der direkte Wiederabstieg.

### Zweite Herrenmannschaft
Während der erfolgreichen Phase, als die 1. Mannschaft sechs Jahre lang in der Regionalliga Süd spielte, gelang auch der 2. Herrenmannschaft 1970 der Aufstieg bis in die Drittklassigkeit. Nach nur einem Jahr stieg die Mannschaft jedoch 1971 aus der Amateurliga Schwarzwald-Bodensee wieder ab. 2007 gelang ihr über die Relegation die Rückkehr in die Landesliga Staffel 3, nachdem sie im Jahr zuvor abgestiegen war. 2019/20 gelang dem Team die Landesliga-Meisterschaft und stieg in die Verbandsliga Südbaden auf. 2023/24 feierte man auch dort die (südbadische) Meisterschaft und es folgte der Aufstieg in die Oberliga Baden-Württemberg. Nach dem letzten Tabellenplatz in der Saison 2024/25 erfolgte der direkte Wiederabstieg.

## Kader der Saison 2024/25
(Stand: 13. April 2025)
| Nr.        | Nat.           | Spieler              | Geboren       | Im Verein seit |
| ---------- | -------------- | -------------------- | ------------- | -------------- |
| Tor        |                |                      |               |                |
| 01         | Deutschland    | Marius Kaiser        | 12. Juli 2003 | 2025           |
| 12         | Albanien       | Andrea Hoxha         | 28. Sep. 1999 | 2024           |
| 15         | Deutschland    | David Kercek         | 17. Jan. 2005 | 2025           |
| 30         | Deutschland    | Kevin Ehmann         | 24. Nov. 2003 | 2022           |
|            | Nordmazedonien | Lavdrim Amiti        | 13. Mai 1993  |                |
|            | Deutschland    | Fabio Krißler        | 11. Juli 2004 |                |
| Abwehr     |                |                      |               |                |
| 02         | Deutschland    | Frederick Bruno      | 5. Juni 1995  | 2021           |
| 03         | Deutschland    | Eduard Heckmann      | 11. Apr. 2002 | 2024           |
| 04         | Deutschland    | Enrico Krieger       | 22. Mai 2004  | 2024           |
| 05         | Deutschland    | Angelo Rinaldi       | 4. Jan. 1998  | 2023           |
| 06         | Deutschland    | Jonas Busam          | 3. Mai 1998   | 2021           |
| 14         | Deutschland    | Tim Zölle            | 28. Okt. 1998 | 2022           |
| 17         | Deutschland    | Admir Osmićić        | 7. März 2003  | 2024           |
| 25         | Deutschland    | Fabio Liserra        | 20. Sep. 1999 | 2022           |
| 27         | Deutschland    | Luis Dettling        | 2. Jan. 2005  | 2024           |
|            | Deutschland    | Jonathan Spät        | 31. Dez. 2000 | 2022           |
| Mittelfeld |                |                      |               |                |
| 08         | Deutschland    | Nico Tadić           | 6. Nov. 1994  | 2018           |
| 11         | Deutschland    | Jonas Brändle        | 6. Mai 2000   | 2022           |
| 13         | Osterreich     | Christian Derflinger | 2. Feb. 1994  | 2024           |
| 19         | Deutschland    | Georgios Pintidis    | 28. Apr. 2000 | 2022           |
| 20         | Deutschland    | Karlo Kuranyi        | 27. Sep. 2005 | 2024           |
| 22         | Deutschland    | Leon Albrecht        | 17. Dez. 2001 | 2020           |
| 23         | Albanien       | Ergi Alihoxha        | 14. Dez. 1993 | 2022           |
| 26         | Deutschland    | Mokhtar Boulachab    | 16. Nov. 1998 | 2021           |
| 29         | Deutschland    | Yunus Kulu           | 19. Okt. 2004 | 2024           |
| 31         | Deutschland    | Kevin Hezel          | 21. Jan. 2001 | 2022           |
| 32         | Deutschland    | Gabriel Cristilli    | 6. Sep. 2003  | 2025           |
| Sturm      |                |                      |               |                |
| 10         | Deutschland    | Marcel Sökler        | 26. März 1991 | 2023           |
| 16         | Deutschland    | Yannick Spät         | 22. Juli 2001 | 2022           |
| 18         | Deutschland    | Samet Yılmaz         | 23. Mai 2003  | 2023           |

## Erfolge
Meisterschaft
- Südbadischer Meister: 1950, 1956, 1976, 1983, 1985, 1994, 2001, 2004, 2006, 2017, 2024
- Rang 7 in der Ewigen Tabelle der Fußball-Oberliga Baden-Württemberg
- Meister der Fußball-Oberliga Baden-Württemberg: 2024

Pokal
- Südbadischer Pokalsieger: 1950, 1974, 1976, 1979, 2005, 2007, 2009, 2016, 2019, 2021, 2024

## Persönlichkeiten
- Dieter Baumanns
- Klaus Bockisch, u. a. Preußen Münster
- Daniel Caligiuri, u. a. SC Freiburg, FC Augsburg, FC Schalke 04
- Svend Fochler, u. a. BFC Dynamo (DDR-Oberliga)
- Hermann Gramlich, dreimaliger Nationalspieler (1935)
- Harry Griesbeck, u. a. VfL Bochum
- Fritz Lehmann
- Gerd Klier, u. a. Hamburger SV, 1. FSV Mainz 05
- Jürgen Marek, u. a. FC Bayern München
- Jago Maric, u. a. Stuttgarter Kickers (2. Bundesliga)
- Alessandro Di Martile
- Klaus Ondera
- Jürgen Wohlgemuth, u. a. VfL Osnabrück
- Ali Günes, u. a. Fenerbahçe Istanbul, SC Freiburg
- Karl Richter, u. a. SC Fortuna Köln
- Urban Klausmann, u. a. Werder Bremen
- Max Rieger, u. a. Freiburger FC, Nationalelf (B) 1924/25
- Günther Rybarczyk, u. a. FC Bayern München, 1. FSV Mainz 05
- Kai Brünker, u. a. SC Freiburg II, Bradford City

## Stadion
Der FC 08 Villingen spielte von 1920 bis 1960 im Stadion Waldstraße. Am 15. Oktober 1960 wurde das Friedengrundstadion eingeweiht, das mit einer überdachten Haupttribüne (800 Sitzplätze) versehen 16.000 Zuschauern (2.500 überdachte Stehplätze) Platz bietet. Beim Pokalspiel gegen den Hamburger SV (1:3) am 4. Januar 1970 erlebte das Friedengrundstadion mit 15.149 zahlenden Zuschauern seinen bisher besten Besuch. Ab 2011 hieß das Friedengrundstadion ebm-papst-Stadion und seit 2019 nun MS-Technologie-Arena.